# 紧身女胸衣

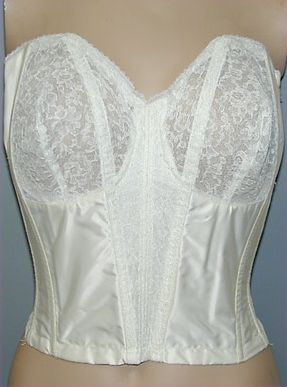
紧身女胸衣

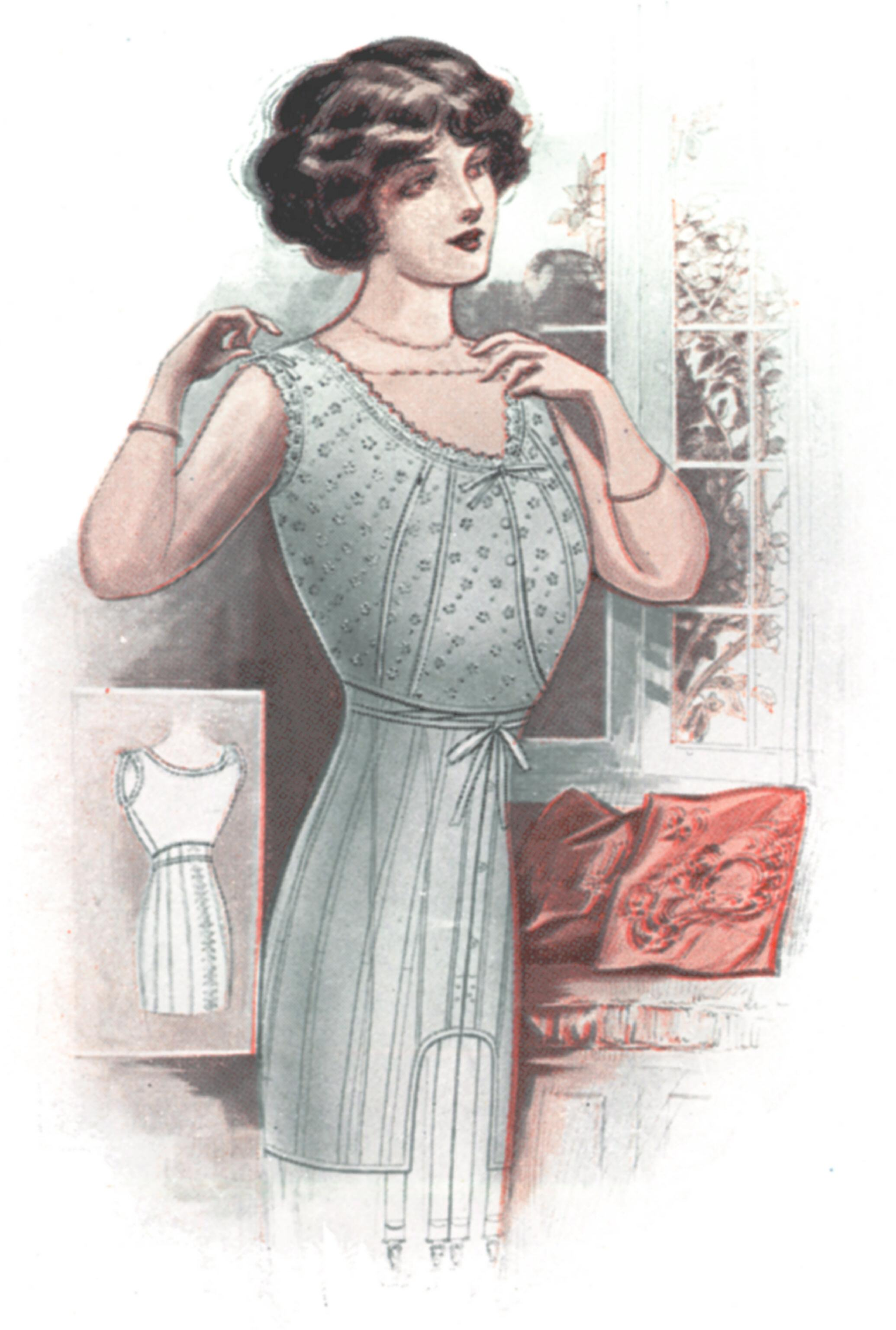
1913年的束腹

紧身女胸衣（bustier，或稱為bustiere）也稱為女式緊身褡，是女性的合身服裝，一般當作女式内衣。其主要目的是將腹部縮緊，使乳房突顯。現在也會穿在像吊帶背心之類的低背服裝中，有類似提升型胸罩的作用。若在穿著一些薄纱衣物時不希望腹部被看到，也可以在衣服內加上紧身女胸衣。
紧身女胸衣類似巴斯克內衣，但長度較短，一般只到肋骨或是腰部。
現在的紧身女胸衣多半是用网状板製成，而不像以前有硬型的骨架。

## 外部連結
- 维基共享资源上的相關多媒體資源：紧身女胸衣